# David Newman (Autor)
David Newman (* 4. Februar 1937 in New York City; † 26. Juni 2003 ebenda) war ein US-amerikanischer Redakteur, Drehbuchautor und Filmproduzent.

## Leben
David Newman studierte an der University of Michigan und machte dort 1958 seinen Abschluss. Zusammen mit Robert Benton begann er anschließend als Redakteur für das Magazin Esquire zu arbeiten. Sein Kollege überredete ihn auch zum Einstieg in das Filmgeschäft. Gleich sein erstes Drehbuch für Bonnie und Clyde (1967) brachte ihm eine Oscar-Nominierung ein. Er verfasste anschließend zusammen mit Benton Drehbücher zu Filmen wie Is’ was, Doc? (1972), In schlechter Gesellschaft (1972) und In der Stille der Nacht (1982). Er war außerdem an den ersten drei Superman-Filmen beteiligt. Als Filmproduzent produzierte er Wer einen Tiger reitet (1965) und R.O.T.O.R. – Die Killer-Maschine (1989). 
Er schrieb außerdem Drehbücher für Broadway-Musicals wie zum Beispiel It’s a Bird…It’s a Plane…It’s Superman und Revues wie Oh! Calcutta!. Als Autor des Musicals The Life, zusammen mit Ira Gasman und Cy Coleman erhielt er 1997 eine Tony-Nominierung.
Newman verstarb 2003 an den Folgen eines Schlaganfalls.

## Filmografie (Auswahl)
- 1967: Bonnie und Clyde (Bonnie and Clyde)
- 1972: In schlechter Gesellschaft (Bad Company)

## Nominierungen
- 1968: Oscar/Bestes Originaldrehbuch für Bonnie und Clyde
- 1985: Goldene Himbeere für Sheena – Königin des Dschungels
- 1997: Tony Award für The Life

## Auszeichnungen
- 1968: National Society of Film Critics Award/Bestes Drehbuch für Bonnie und Clyde
- 1968: New York Film Critics Circle Award/Bestes Drehbuch für Bonnie und Clyde